# Casa de Elías López Bustamante
La Casa de Elías López Bustamante es un edificio modernista del Casco Viejo de Portugalete (Vizcaya, España) situado en la calle Santa María y Salcedo, adyacente a la Casa Consistorial de la ciudad.
Fue construida por el arquitecto Leonardo Rucabado en 1910. El edificio tiene una clara influencia del modernismo catalán y del estilo neogótico alemán, muy propio de principios del siglo XX en Europa.
Elías López Bustamante, dueño original de la vivienda, fue el primero de una saga de farmacéuticos y es conocido por ser quién inventó el elixir de Veronal. También fue fundador del Colegio de farmacéuticos de Vizcaya.